# 卡梅倫 (北卡羅萊納州)
卡梅倫（英語：Cameron）是一個位於美國北卡羅萊納州穆爾縣的城鎮。

## 人口
根據2020年美國人口普查的數據，卡梅倫的面積為3.14平方千米，皆為陸地。當地共有人口244人，而人口密度為每平方千米78人。